# Francesco Borgatti
Francesco Borgatti (Renazzo, 30 maggio 1818 – Firenze, 14 aprile 1885) è stato un politico e magistrato italiano, senatore del Regno.
Conseguì la laurea di giurisprudenza presso l'Università di Bologna.
Fu Ministro di Grazia e Giustizia e Culti del Regno d'Italia nel Governo Ricasoli II.